# Daniël Giacon
Daniël Giacon (25 november 2000) is een Nederlandse schermer. Hij komt uit op het wapen floret.

## Biografie
Giacon was Nederlands jeugdkampioen herenfloret in 2009, 2011, 2012, 2014, 2015, 2016 (2x), 2017 en 2018.
Bij de jeugd won hij brons met het Nederlandse team op de Europese kampioenschappen  herenfloret tot 17 jaar in 2017 en brons individueel op de Europese kampioenschappen herenfloret tot 20 jaar in 2018.
Giacon was in 2022 de eerste Nederlander die op het onderdeel herenfloret een medaille wist te winnen in de wereldbeker.
Hij was Nederlands kampioen herenfloret in 2016, 2020, 2021, 2022, 2023 en 2025